# Дукла (футбольный клуб, Банска-Бистрица)

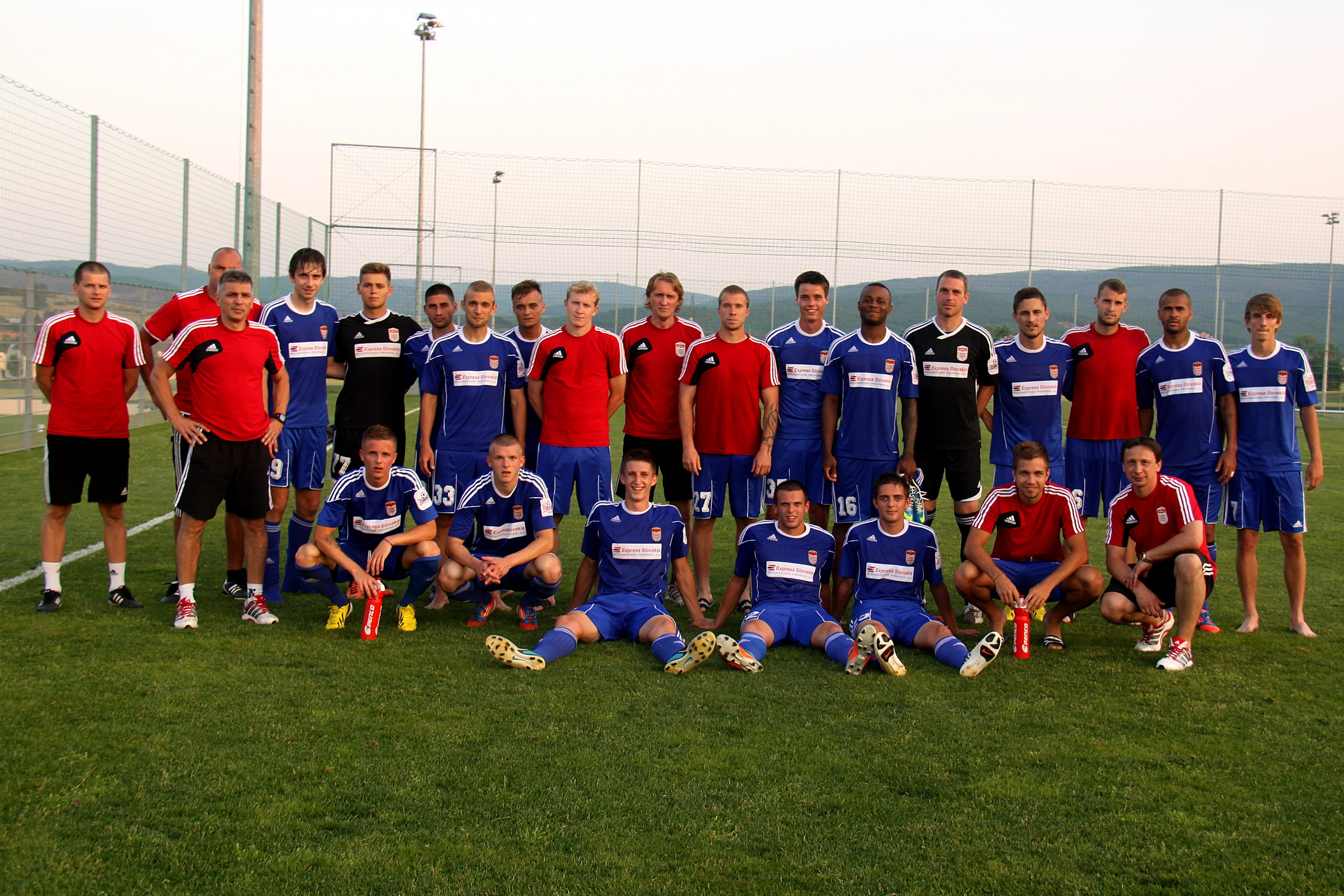
FK Dukla Banská Bystrica (2013)

«Ду́кла» (словац. FK Dukla Banská Bystrica) — словацкий футбольный клуб из города Банска-Бистрица, выступающий во Второй Лиге. Основан в 1965 году. Домашние матчи проводит на стадионе «СНП» вместимостью 10 000 зрителей.

## История
- 1965 — Основан под именем VTJ Dukla Banská Bystrica
- 1967 — Переименован в AS Dukla Banská Bystrica
- 1975 — Переименован в ASVS Dukla Banská Bystrica
- 1984 — Первое участие в еврокубках, 1985
- 1992 — Переименован в FK Dukla Banská Bystrica

## Выступления клуба в еврокубках
- 1R = первый раунд
- 2Q = второй квалификационный раунд

| Сезон   | Турнир      | Раунд | Страна                        | Клуб                     | Счёт     |
| ------- | ----------- | ----- | ----------------------------- | ------------------------ | -------- |
| 1984/85 | Кубок УЕФА  | 1R    | Флаг Германии                 | Боруссия (Мёнхенгладбах) | 2:3, 1:4 |
| 1999/00 | Кубок УЕФА  | 1R    | Флаг Нидерландов              | Аякс                     | 1:6, 1:3 |
| 2004/05 | Кубок УЕФА  | 1Q    | Флаг Азербайджана (1991—2013) | Карабах (Агдам)          | 3:0, 1:0 |
|         |             | 2Q    | Флаг Швейцарии                | Виль                     | 3:1, 1:1 |
|         |             | 1R    | Флаг Португалии               | Бенфика                  | 0:3, 0:2 |
| 2005/06 | Кубок УЕФА  | 2Q    | Флаг Польши                   | Дискоболия               | 1:4, 0:0 |
| 2010/11 | Лига Европы | 2Q    | Флаг Грузии                   | Зестафони                | 1:0, 0:3 |

## Достижения
- Вице-чемпион Словакии: 2004
- Обладатель Кубка Словакии: 2005
- Финалист Кубка Чехословакии: 1981